# 村尾重良
村尾 重良（むらお しげよし、天正2年（1574年）- 慶長2年（1597年））は、安土桃山時代の武将。薩摩国島津氏の家臣。通称は与五郎。父は村尾重侯、母は有川右近の娘。弟は村尾重昌。
天正2年（1574年）に島津義弘の家臣である村尾重侯の嫡子として誕生する。文禄元年（1592年）19歳のときに、義弘の嫡子である島津久保の供として朝鮮出兵を果たす。しかし、翌文禄2年（1593年）に久保が朝鮮唐島にて病死すると、その亡骸と共に一時帰国する。文禄3年（1594年）、今度は久保の弟である島津忠恒の供として朝鮮に渡海、在陣中の忠孝により1,000石を賜る内意を得ている。
慶長2年（1597年）8月、義弘・忠恒父子が朝鮮の南原城を攻め落とすべく進軍したときのこと、重良ら数人と、同じく南原城を攻めようとしていた蜂須賀家政の手の者7-8人との間で喧嘩（事実上の果し合い）が勃発する。重良はうち一人を組み伏せ、右手を切られながらも左手でその者を討ち果たした。その後、負傷により歩行が困難となり、忠恒の命で輿に乗って行軍することが許されたものの、その傷が元で陣中にて死去した。享年24。